# Thursday Island
Thursday Island è un'isola dell'Australia.
Fa parte del gruppo delle isole dello Stretto di Torres, amministrativamente facenti capo al Queensland, e si trova a circa 39 km a nord della penisola di Capo York ed è il centro amministrativo e commerciale della regione di Torres Strait Island nonostante non faccia parte di quell'area del governo locale. La popolazione dell'isola, nel censimento del 2011, era di 2 610 abitanti.
La cittadina dell'isola è nota per essere la città più settentrionale dell'Australia. Il suo porto, Port Kennedy, fondato nel 1867, porta il nome di Edmund Kennedy, esploratore della penisola di Capo York.

## Geografia
Thursday Island si trova a nord dell'isola Principe di Galles tra Hammond Island e Horn Island. Thursday ha una superficie di 3,5 km² e un'altezza massima di 104 m (Milman Hill).

## Storia
Nel 1885 sull'isola fu fondata una lucrosa industria di perle e madreperla che attrasse lavoratori provenienti da tutta l'Asia, soprattutto dal Giappone Le valve della locale Pinctada maxima erano usate principalmente per realizzare bottoni per camicie.
In seguito alla dichiarazione di guerra del Giappone nel 1941, la maggior parte della popolazione civile fu evacuata verso la terraferma. Tutti i residenti giapponesi di Thursday Island furono arrestati e internati nei campi del Nuovo Galles del Sud e di Victoria.